# ساکن شدن سلت‌ها در جنوب‌شرقی اروپا

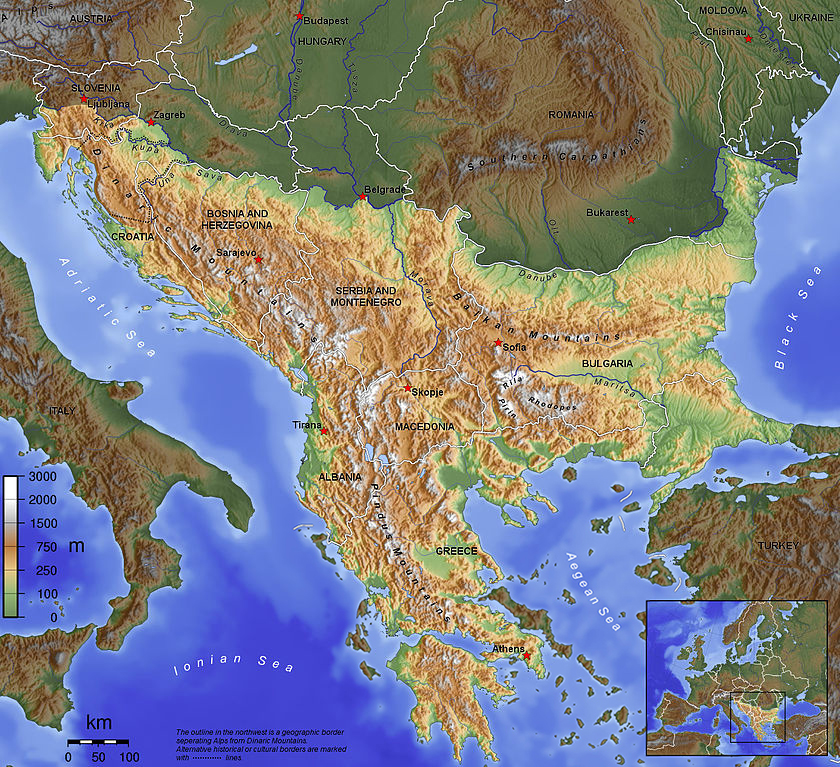
گسترش سلتی‌ها در جنوب شرقی اروپا که بیشتر شامل حوضه بالکان می‌شود.

گال‌ها که از انشعابات مختلف لا تنه سرچشمه می‌گیرند، از قرن چهارم قبل از میلاد یک حرکت عظیم در جهت جنوب شرقی به سوی بالکان را آغاز کردند. اگرچه سکونتگاه‌های گالی در نیمه غربی حوضه کارپات متمرکز بود، اما تهاجمات و سکونتگاه‌های قابل توجهی نیز از قبل در داخل بالکان وجود داشت.
در جنوب شرقی اروپا به غیر از مناطق یونان، مقدونیه، اپیروس و جنوب ایلیریا، اکثر نواحی باقی مانده به دست سلت‌ها افتاد و بسیاری از این نواحی سلتیزه شدند.
سلت‌ها از پایگاه‌های جدید خود در شمال ایلیریا و پانونیا، حملات سنگین و همه‌جانبه ای را در اوایل قرن سوم قبل از میلاد علیه یونان انجام دادند. تهاجم سال ۲۷۹ قبل از میلاد به یونان با سلسله لشکرکشی‌های نظامی دیگری که در جنوب بالکان و برضد پادشاهی مقدونیه ادامه یافت، پیش از این بود که وضعیت آشفتگی ناشی از جانشینی مورد مناقشه پس از مرگ اسکندر مقدونی مورد توجه قرار گرفته بود. بخشی از سلت‌های مهاجم به آناتولی رفتند و در نهایت در منطقه‌ای که به نام آنها گالاتیا نامگذاری شد، ساکن شدند.

## سکونتگاه جنوب شرقی اروپا
از قرن چهارم قبل از میلاد، گروه‌های سلتیک به سمت منطقه کارپات و حوضه دانوب پیشروی کردند که همزمان با حرکت آنها به ایتالیا بود. قبایل بویی و وولکا دو کنفدراسیون بزرگ سلتی بودند که عموماً در جنگ‌ها و مبارزات باهم همکاری می‌کردند. گروه‌های انشعابی از طریق دو مسیر اصلی به سمت جنوب حرکت کردند: یکی در راستای رودخانه دانوب و دیگری به سمت شرق از ایتالیا. طبق اسطوره‌ها، ۳۰۰۰۰۰ سلت به ایتالیا و ایلیریا نقل مکان کردند.
در قرن سوم، ساکنان بومی پانونیا تقریباً به‌طور کامل سلتی شده بودند. بقایای لا تنه به‌طور گسترده در پانونیا یافت می‌شود، اما در غرب فراتر از تیزا و جنوب آن سوی ساوا نسبتاً پراکنده‌است.
گمان می‌رود این یافته‌ها به صورت محلی از تنوع فرهنگ سلتی نوریکن-پانونی تولید شده‌اند. با این وجود، ویژگی‌هایی وجود دارد که نشان دهنده تماس مداوم با استان‌های دور مانند ایبریا است. زمین‌های حاصلخیز اطراف رودخانه‌های پانونی به سلت‌ها این امکان را داد که به راحتی خود را مستقر کنند، کشاورزی و سفالگری خود را توسعه دهند و در عین حال از معادن غنی لهستان مدرن بهره‌برداری کنند؛ بنابراین، به نظر می‌رسد که سلت‌ها سرزمین جدیدی برای خود در بخش جنوبی اروپای مرکزی ایجاد کرده بودند. در منطقه ای که از لهستان تا دانوب امتداد دارد، اما شواهد غیرمسیحی اندکی در مورد آن وجود دارد.